# Guts

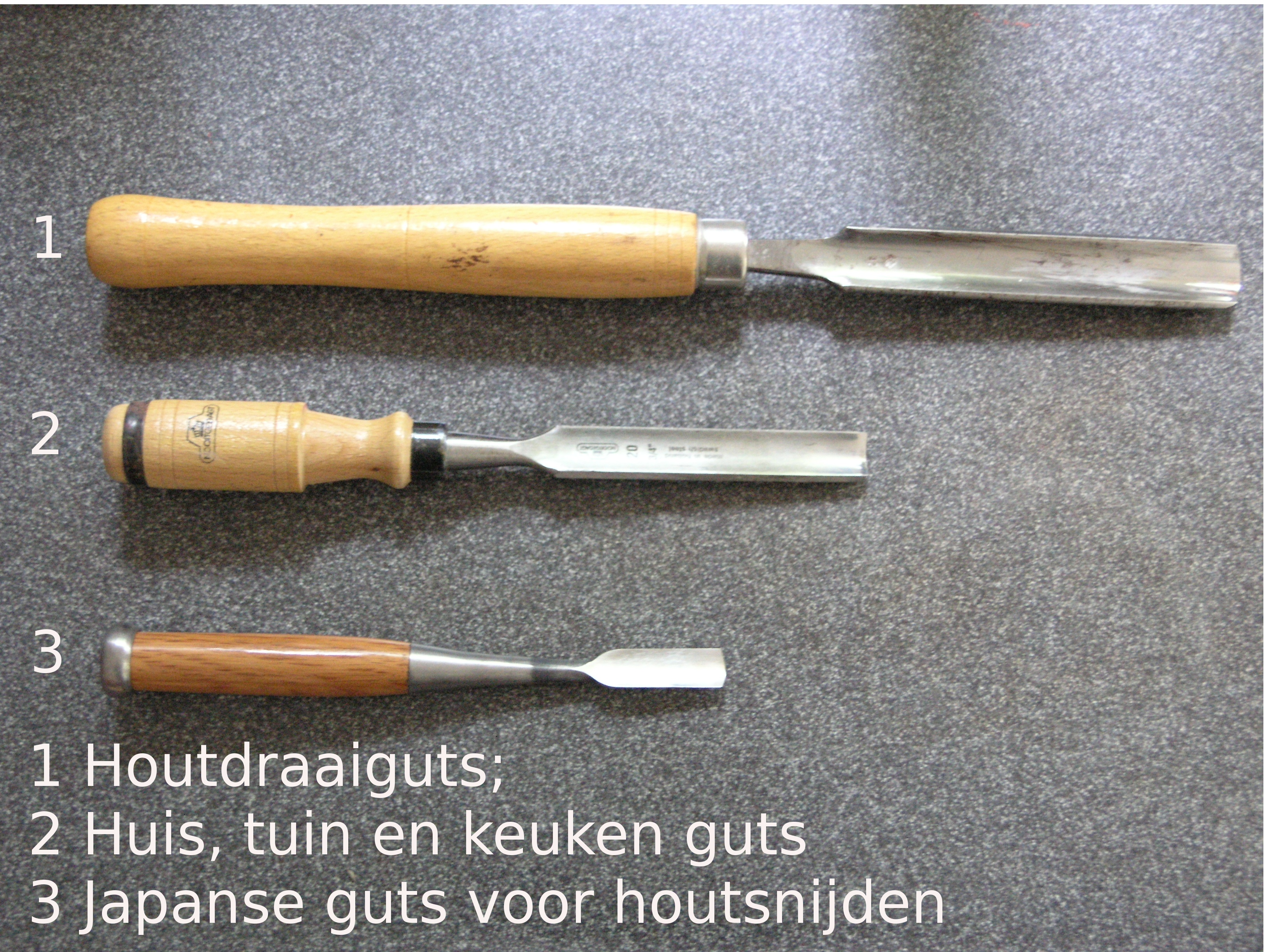
Drie verschillende gutsen, elk zijn eigen toepassing

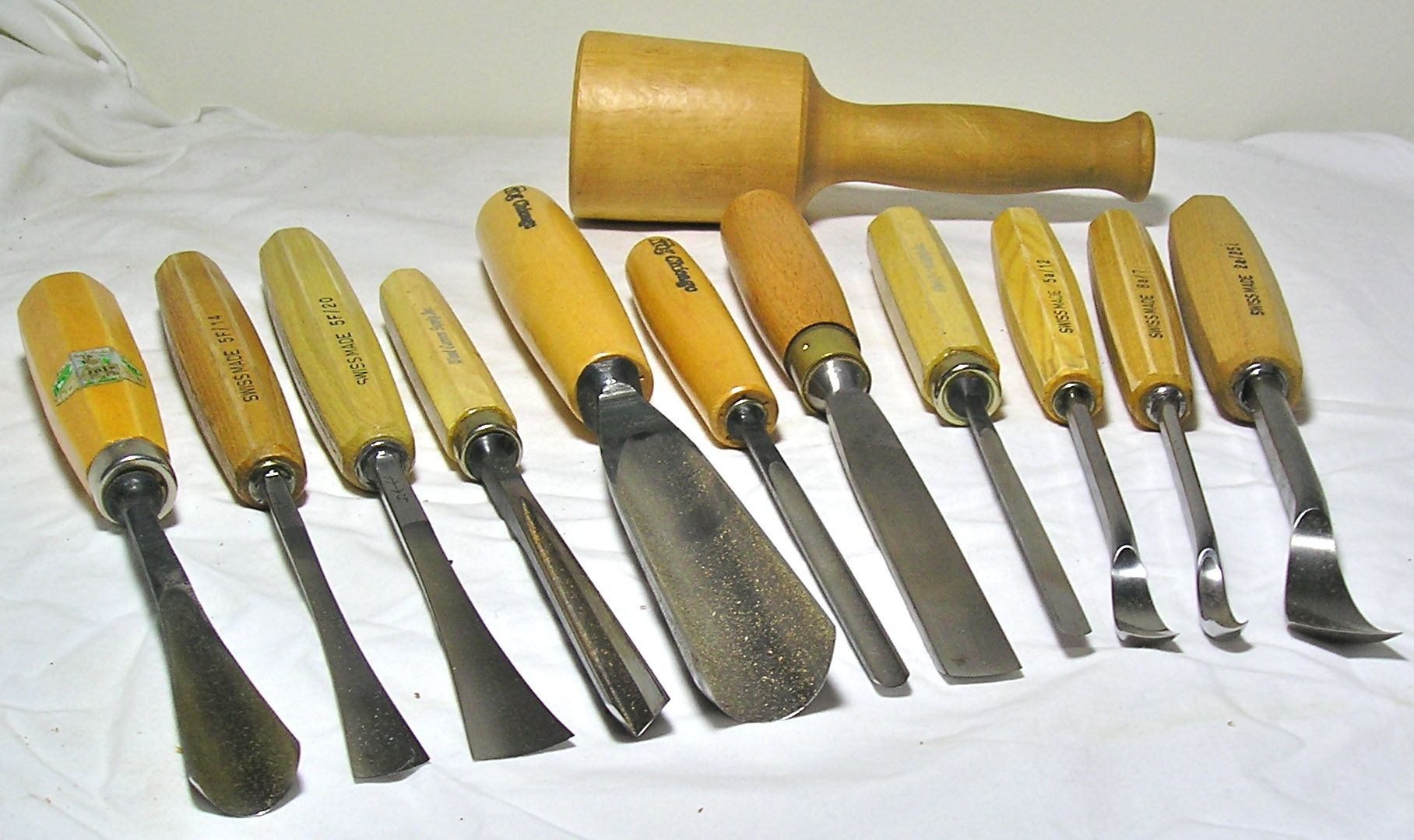
Een haagbeuken fleshamer en verschillende houtsnijgutsen, meest vermetgutsen; de vierde van links is een burijn en de laatste drie zijn verkropte gutsen

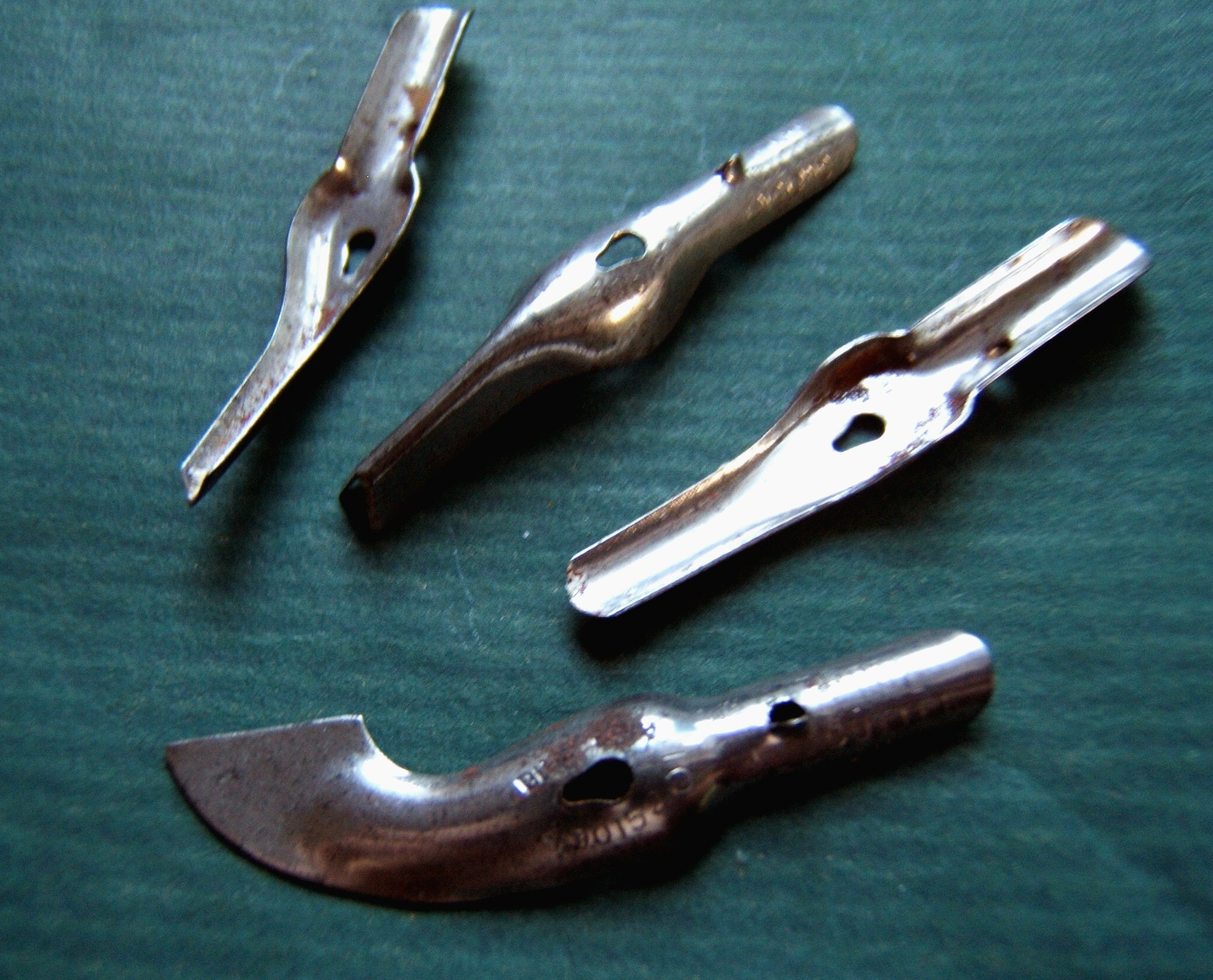
Gutsjes voor linoleumsnijden

Een guts is een gootvormige beitel veelal van staal, waarmee materiaal zoals hout of linoleum kan worden weggesneden of gestoken.
Gutsen zijn er in twee hoofdtypen: de steekguts en de vermetguts. Een steekguts is aan de holle binnenzijde geslepen en wordt bijvoorbeeld gebruikt om strak gaten af te steken. Een vermetguts is aan de bolle achterkant geslepen en wordt gebruikt om gootvormige groeven en holstaande vlakken te snijden.

## Houtsnijgutsen
Houtsnijgutsen hebben veelal andere hechten dan timmergutsen. De laatste hebben dezelfde hechten als steekbeitels, terwijl houtsnijgutsen veelal (zes)kantige hechten hebben, die naar beide uiteinde taps toelopen. Houtsnijgutsen zijn vaak vermetgutsen.
Houtsnijgutsen zijn te verkrijgen in een groot scala aan breedtes en mate van kromming van het snijvlak. Verder kan een houtsnijguts nog gekropt (soms ook wel verkropt) zijn uitgevoerd, wat wil zeggen dat het blad van de guts niet alleen overdwars gekromd is, maar dat het blad ook over de lengte een kromming vertoont (bij een kromming in de andere richting heet dit dan verkeerd gekropt). Deze gutsen worden gebruikt voor de moeilijk toegankelijke plekken.

## Draaigutsen
Een guts kan als handgereedschap gebruikt worden, maar ook samen met een machine, zoals een houtdraaibank. Deze draaigutsen zijn over het algemeen vermetgutsen. Ze zijn aan de buitenzijde geslepen en vaak vertoont ook de voorzijde van het snijvlak een lichte kromming. Voor een beter houvast heeft een draaiguts een extra lang hecht, dat in de regel rolrond is.
Meestal wordt een grote, aan de bovenzijde recht geslepen guts gebruikt voor het eerste grove werk. Glad afwerken  wordt meestal gedaan met een beitel. Vormen ( holletjes, bolletjes, groeven) worden met een guts gedaan die een vingernagelvormige kromming in de bovenrand heeft, of met een beitel met een speciaal profiel. 
Voor schalen worden gutsen gebruikt met een diepe, u- vormige groef. 
De guts wordt tijdens het werken botter, en moet daarom regelmatig geslepen worden.

## Linoleumgutsen
Voor linoleumsnijden zijn er speciale kleine gutsjes, die in een houder voor kroontjespennen geschoven kunnen worden. De kleinere gutsen die voor houtsnijden worden gebruikt zijn ook bruikbaar voor linoleumsnedes.